# Kees van Houten (musicus)
Kees van Houten (Helmond, 12 mei 1940) is een Nederlands organist en Bach-onderzoeker.

## Loopbaan
Van Houten studeerde orgel en piano aan het Brabants Conservatorium. Hij was van 1971 tot 1992 werkzaam aan de faculteit muziek van de Hogeschool voor de Kunsten Utrecht. Hij was hier hoofdvakdocent orgel. 
Sinds 1957 is Kees van Houten organist van de Helmondse Sint-Lambertuskerk.
Naast zijn vertolkingen van het werk van Johann Sebastian Bach, is hij vooral bekend vanwege zijn publicaties over Bachs muziek.

## Discografie
- 1990 Sechs Fugen über BACH van R. Schumann (Heyneman-orgel, St.Jan Den Bosch) en Elf Choralvorspiele van J. Brahms (Robustelly-orgel Helmond)
- 1992 Integrale uitvoering van het Orgel-Büchlein (J. S. Bach) (Robustelly-orgel Helmond)
- 1993 Klavierwerken van o.a. Mozart, Grieg, Chopin, Albeniz, Bartok en Debussy (Smits-orgel van de kerk van O.L. Vrouw Presentatie te Aarle-Rixtel)
- 1997 Twaalf koraalbewerkingen uit Dritter Theil der Clavier Übung en Leipziger orgelkoralen (J. S. Bach) (Robustelly-orgel Helmond)
- 1997 Kees van Houten 40 jaar organist met werken van Couperin, Bach, Brahms en Franck (Robustelly-orgel)
- 2000 Dialoog: Gregoriaanse gezangen en orgel-improvisaties (Robustelly-orgel)
- 2003 Herzlich tut mich verlangen… met werken van Bach, Mendelssohn, Brahms, Reger en Franck (Smits-orgel van de St. Petruskerk te Boxtel)
- 2004 Werken van o.a. J.S. Bach, C.Ph.E.Bach, Mendelssohn, Brahms, Schumann, Reger, Grieg en Guilmant (Smits-orgel St. Martinuskerk te St. Oedenrode)